# 다칭산현

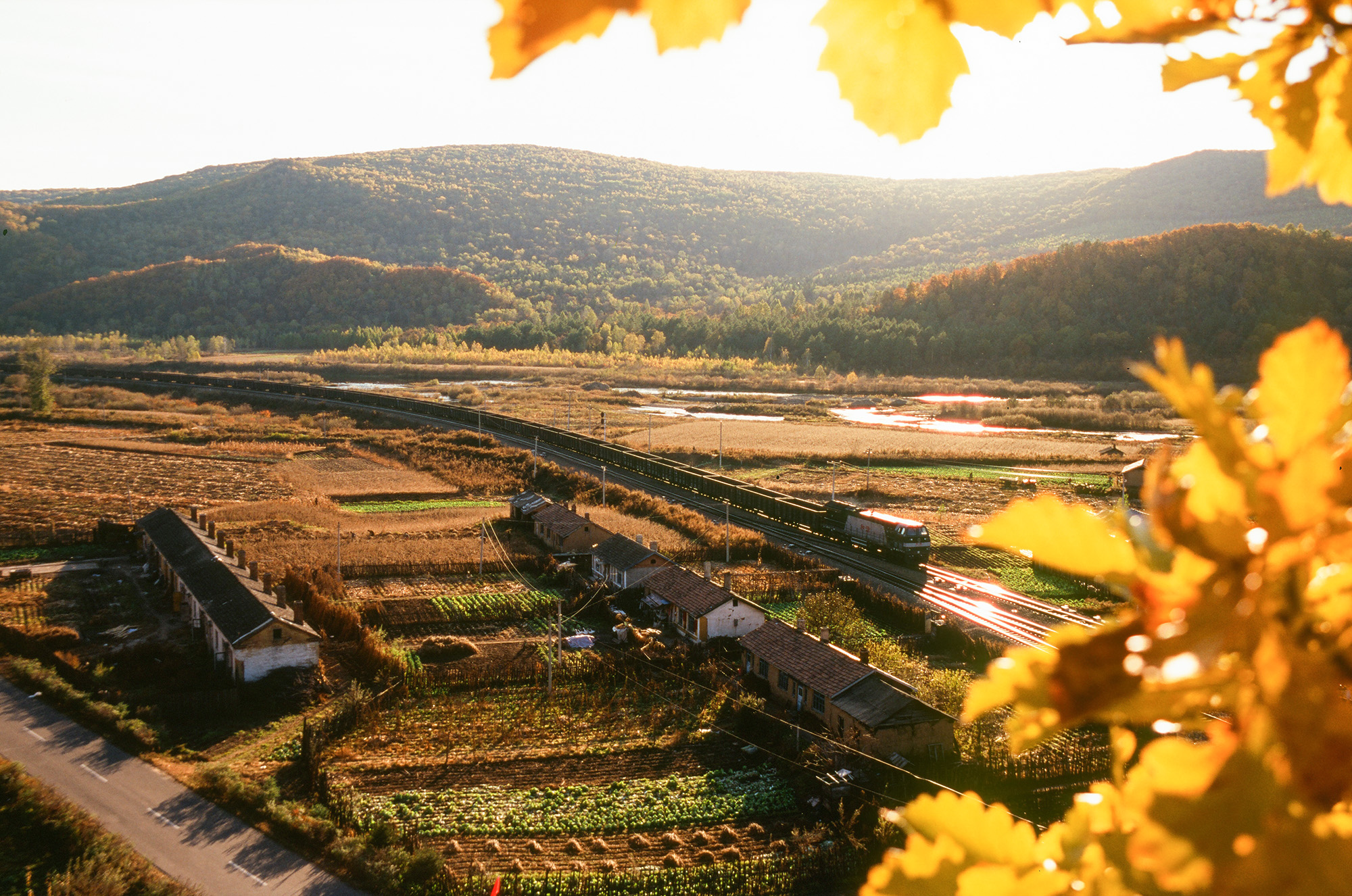

다칭산현(한국어: 대정산현, 중국어: 大箐山县, 병음: Dàqìngshān Xiàn)는 중화인민공화국 헤이룽장성 이춘시의 행정구역이다. 넓이는 1041km2이고, 인구는 2007년 기준으로 40,000명이다.

## 행정 구역
1개 진, 1개 향을 관할한다.
- 가도: 带岭街道.
- 향: 大兴乡.